# Saurauia aspera
Saurauia aspera är en tvåhjärtbladig växtart som beskrevs av Porphir Kiril Nicolai Stepanowitsch Turczaninow. Saurauia aspera ingår i släktet Saurauia och familjen Actinidiaceae. Inga underarter finns listade i Catalogue of Life.